# Monreal del Llano
Monreal del Llano è un comune spagnolo di 86 abitanti situato nella comunità autonoma di Castiglia-La Mancia.